# Steffen Rein
Steffen Rein (nascido em 27 de setembro de 1968 em Halle em Saxônia-Anhalt) é um ciclista alemão. Corredor Amador alemão ao finalizar os anos 1980, consegue sobretudo a Volta à Argélia em 1988 e o Volta a Turíngia e o Volta a Hainleite em 1989. Em 1991, é Campeão da Alemanha em estrada aficionada. Está profissional em 1996 e 1997 nas fileiras do Team Nurnberger.

## Palmarés
- 1986
  -  Medalha de bronze ao campeonato do mundo do contrarrelógio por equipas juniores

- 1987
  - 1.ª etapa da Volta à Tunísia
  - 3.º do campeonato da RDA do contrarrelógio por equipas

- 1988
  - Volta de Leipzig
  - Volta à Argélia

- 1989
  - Grande Prêmio Ciclista de Gemenc
  - Volta à Turíngia
  - Volta a Hainleite
  - 5. ª etapa da Volta à Eslováquia
  - 8. ª etapa da Volta a Cuba
  - 4. ª etapa da Volta da RDA

- 1990
  - Ernst-Sachs-Tour
  - Berlim-Leipzig
  - 6. ª etapa da Volta à Saxónia
  - 1.ª etapa da Corrida da Paz

- 1991
  -  Campeão da Alemanha em estrada aficionada
  - 3. ª etapa da Volta a Vaucluse
  - 3.º do campeonato da Alemanha do contrarrelógio por equipas aficionadas

- 1992
  - Grande Prêmio de Lugano
  - 3. ª etapa da Volta da Baixa-Áustria

- 1993
  - Volta a Nuremberg
  - 2. ª etapa da Volta à Saxónia

- 1994
  -  Campeão do mundo da contrarrelógio militares
  - Grande Prêmio de Buchholz
  - Colónia-Schuld-Frechen

- 1995
  - 2. ª etapa da Volta à Baixa-Saxónia

- 1996
  - 4. ª etapa da Volta à Normandia
  - 3.º da Volta de Düren
  - 3.º da HEW Cyclassics
  - 3.º de Hannover Berlim

- 1997
  - 9. ª etapa da Volta à Baixa-Saxónia
  - 3.º de Hannover Berlim